# Раковица (Горж)
Раковица (рум. Racovița) насеље је у Румунији у округу Горж у општини Половрађи. Oпштина се налази на надморској висини од 526 m.

## Становништво
Према подацима из 2002. године у насељу је живело 557 становника, од којих су сви румунске националности.